# موزه یادبود مردمی و ادبی شیرانه شیبویا

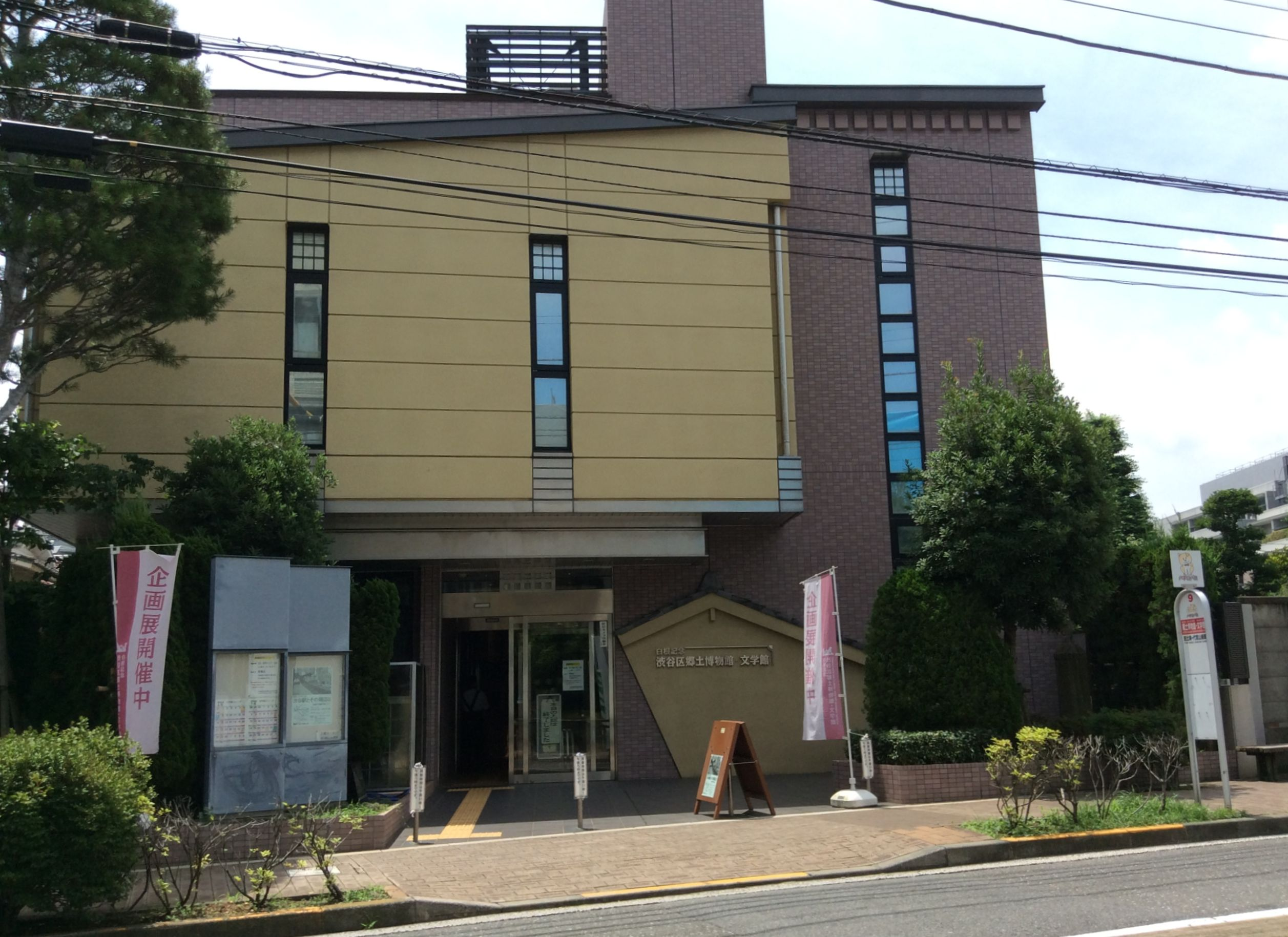
نمای موزه

موزه یادبود مردمی و ادبی شیرانه شیبویا در هیگاشی، شیبویا-کو، توکیو در توکیو واقع شده‌است. این
موزه محلی در منطقه شیبویا نمایشگاه‌هایی مرتبط با باستان‌شناسی در موزه دانشگاه کالج ملی دارد و در طبقه دوم زیرزمین، اسناد برخی از نویسندگان تاریخی در شیبویا را جمع‌آوری می‌کند. به عنوان مثال، آثار یوکیو میشیما، کنو اونو، و جینگزی زی. موزه عمدتاً بر روی آداب و رسوم تمرکز دارد. در سال ۲۰۱۶ این موزه نمایشگاه یادبود «هاچیکو، یک سگ وفادار» برگزار شد و تصویری از هاچیکو قبل از مرگش در معرض دید عموم قرار گرفت.